# 田绪
田緒（764年—796年5月21日），平州盧龍（今河北省盧龍縣)人。唐朝魏博節度使田承嗣之子，官至魏博兵馬使，後殺其堂兄田悅，自命節度使。唐朝以嘉誠公主配之，成為駙馬。

## 簡介
大歷四年（778年），田承嗣遺命由其姪田悅繼為節度使，田绪不服。尽管田悦因為感激田承嗣而善待田绪兄弟，对田绪的过失也止于鞭打和短期关押而未予重罚，仍招致了田绪的怨恨。
興元元年（784年）三月初一，殺田悅及其母亲妻儿，又殺田悅親將薛有倫等二十餘人。田绪担心人心不附而出奔，但他的哥哥田纶也死于乱军，諸將邢曹俊、孟希祐等认为节度使非他莫属，追回他，奉为留后。朝廷封田绪为银青光禄大夫、魏州大都督府长史、兼御史大夫、魏博节度使。
朱滔聞訊大喜，派軍攻魏州，又遣使誘降田绪。田緒恐慌，派人送銀錢給朱滔，於是朱滔派人簽訂盟約。這時唐軍李抱真、王武俊勸田緒歸順朝廷。
田绪聽從幕僚之計，歸附朝廷，授魏博節度使。三軍聯合大敗朱滔於貝州，滔奔幽州。
貞元元年，唐德宗以嘉誠公主（唐代宗第十女，德宗之妹）下嫁田緒，拜駙馬都尉，后又加同中书门下平章事，先封常山郡王，后改封雁门郡王。
貞元十二年四月十日以暴疾死，年僅三十三歲。册赠司空。无嫡子，次子田季安因被嘉誠公主养为己子，在15岁时继承魏博節度使。另有长子澶州刺史田季和和幼子魏博衙將田季直。